# Волнат Гроув (Калифорнија)
Волнат Гроув (енгл. Walnut Grove) насељено је место без административног статуса у америчкој савезној држави Калифорнија.

## Демографија
По попису из 2010. године број становника је 1.542, што је 873 (130,5%) становника више него 2000. године.
| Група             | 2000.       | 2010.       |
| Белци             | 168 (25,1%) | 712 (46,2%) |
| Афроамериканци    | 10 (1,5%)   | 15 (1,0%)   |
| Азијати           | 142 (21,2%) | 110 (7,1%)  |
| Хиспаноамериканци | 313 (46,8%) | 673 (43,6%) |
| Укупно            | 669         | 1.542       |